# 917. pr. Kr.
◄ | 11. stoljeće pr. Kr. | 10. stoljeće pr. Kr. | 9. stoljeće pr. Kr. | ►
◄ | 940-ih pr. Kr. | 930-ih pr. Kr. | 920-ih pr. Kr. | 910-ih pr. Kr. | 900-ih pr. Kr. | 890-ih pr. Kr. | 880-ih pr. Kr. | ►
◄◄ | ◄ | 920. pr. Kr. | 919. pr. Kr. | 918. pr. Kr. | 917 pr. Kr. | 916. pr. Kr. | 915. pr. Kr. | 914. pr. Kr. | ► | ►►
Astronomija

## Događaji
- Abnastart nasljeđuje na feničkom prijestolju kralja Baalazara, kralja Tira, sina Hirama I. Velikog.